# 대한민국 민사소송법 제215조
대한민국 민사소송법 제215조는 가집행선고의 실효, 가집행의 원상회복과 손해배상에 대한 민사소송법 조문이다. 민사소송법 조문중 실체적 성질의 규정이다.

## 조문
제215조(가집행선고의 실효, 가집행의 원상회복과 손해배상) (1) 가집행의 선고는 그 선고 또는 본안판결을 바꾸는 판결의 선고로 바뀌는 한도에서 그 효력을 잃는다.
(2) 본안판결을 바꾸는 경우에는 법원은 피고의 신청에 따라 그 판결에서 가집행의 선고에 따라 지급한 물건을 돌려 줄 것과, 가집행으로 말미암은 손해 또는 그 면제를 받기 위하여 입은 손해를 배상할 것을 원고에게 명하여야 한다.
(3) 가집행의 선고를 바꾼 뒤 본안판결을 바꾸는 경우에는 제2항의 규정을 준용한다.

## 같이 보기
- 대한민국 민사소송법 제99조 다른 실체적 규정